# Clariallabes mutsindoziensis
Clariallabes mutsindoziensis é uma espécie de peixe da família Clariidae.
É endêmica de Burundi. 
Os seus habitats naturais são: rios e deltas interiores. 
Está ameaçada por perda de habitat. 